# Serenade bij zonsopgang
Serenade bij zonsopgang is een compositie van de Fin Aulis Sallinen. Het werk heeft geen Finse titel meegekregen.
Sallinen had net zijn vierde opera Kullervo (opus 61) voltooid. Een werk vol geweld, moord, zelfmoord etc. Hij was toe aan een wat lichter genre, waarbij de opdracht kwam van Kansallis-Osake-Pankki, een bank die haar 100-jarig bestaan vierde. Beide factoren leidde tot een voor Sallinens doen optimistisch werk. De dissonanten die in andere werken zwaar aanwezig zijn, zijn ook hier aanwezig, maar geven het werk een licht karakter. Uiteraard wordt dit mede bereikt door de instrumentatie. De twee solo trompettisten zijn de enige blazers; percussie ontbreekt in het geheel.
De inleiding wordt verzorgd door een trompettist die buiten de zaal staat opgesteld, als een aankondiging van veraf. De strijkinstrumenten nemen de muziek over en er ontstaat een duet van de trompettist veraf en de trompettist in het ensemble.
De première werd gegeven door het Avanti! Kamerorkest onder leiding van Esa-Pekka Salonen in Helsinki

## Orkestratie
- 2 trompetten
- piano
- strijkinstrumenten

## Discografie
- Uitgave BIS Records; Malmö Symfonie Orkest o.l.v. Okko Kamu

## Bron
- de compact disc
- FIMIC voor premieregegevens en instrumentatie